# Голещихино
Голещи́хино — деревня в Парабельском районе Томской области России. Входит в состав Парабельского сельского поселения. Население 90 чел. (2021) .

## География
Находится в центральной части региона, у р. Парабель. Граничит с деревней Вялово, которая фактически слилась с райцентром — селом Парабель
Уличная сеть
ул. Лодочная и ул. Речная
Климат
Находится на территории, приравненной к районам Крайнего Севера.

## История
В соответствии с Законом Томской области от 15 октября 2004 года № 225-ОЗ деревня вошла в состав образованного муниципального образования Парабельское сельское поселение.
В 2004—2008 гг. в деревне действовала селькупская община «Новый путь» («Шанд ватт»).

## Население
| 2002 | 2010 | 2012 | 2013 | 2014 | 2015 | 2021 |
| ---- | ---- | ---- | ---- | ---- | ---- | ---- |
| 50   | ↗64  | ↗68  | ↗69  | →69  | ↘68  | ↗90  |

Национальный состав
Согласно результатам переписи 2002 года, в национальной структуре населения русские составляли 100 % от общей численности населения в 50 чел..

## Инфраструктура
Речная пристань.
ВЛ-10 кВ протяжённостью 1016,2 метра.

## Транспорт
Развит автомобильный и водный транспорт.
Есть ледовая переправа на 3-м километре от устья Протоки Полой у деревни Голещихино,
Зимник Парабель-Нарым-Луговское.